# Moscato di Noto
Il Moscato di Noto è un vino a DOC  che può essere prodotto nei comuni di Noto, Rosolini, Pachino, Avola tutti in provincia di Siracusa.

## Vitigni con cui è consentito produrlo
- Moscato bianco 100%

## Caratteristiche organolettiche
- colore: dal giallo dorato più o meno intenso all'ambrato;
- profumo: caratteristico e fragrante di moscato;
- sapore: dolce, leggermente aromatico, caratteristico di moscato;

## Produzione
Provincia, stagione, volume in ettolitri
- Siracusa  (1990/91)  343,02
- Siracusa  (1991/92)  355,22
- Siracusa  (1992/93)  753,32
- Siracusa  (1993/94)  1140,24
- Siracusa  (1994/95)  938,85
- Siracusa  (1995/96)  482,55
- Siracusa  (1996/97)  191,1